# Els Poblets
Els Poblets é um município da Espanha na província de Alicante, Comunidade Valenciana. Tem 3,62 km² de área e em 2021 tinha 2 721 habitantes (densidade: 751,7 hab./km²).

## Demografia
| Variação demográfica do município entre 1991 e 2004 | Variação demográfica do município entre 1991 e 2004 | Variação demográfica do município entre 1991 e 2004 | Variação demográfica do município entre 1991 e 2004 |
| --------------------------------------------------- | --------------------------------------------------- | --------------------------------------------------- | --------------------------------------------------- |
| 1991                                                | 1996                                                | 2001                                                | 2004                                                |
| 1024                                                | 1191                                                | 1822                                                | 2242                                                |